# Friedrich Schössler
Friedrich Schössler (auch Schößler oder Schessler; * 1902 in Walter, Oblast Saratow; † 1980 in Abakan, Chakassien) war in der Sowjetunion ein Vertreter der wolgadeutschen Minderheit. Nach der Entstalinisierung war er führend an den Bemühungen beteiligt, den Wolgadeutschen die Rückkehr aus der Verbannung zu ermöglichen und die Wolgadeutsche Republik wieder zu gründen.

## Leben
Friedrich Schössler wurde in der Siedlung Walter mit einer zur Zeit seiner Geburt fast rein deutschen Einwohnerschaft geboren. Walter liegt ungefähr 200 Kilometer südwestlich von Saratow. Als Jugendlicher absolvierte er pädagogische Kurse und leistete danach als Rotarmist in Mittelasien seinen Wehrdienst ab. Später war er in der kantonalen Verwaltung beschäftigt. 1929 wurde er Mitglied der kommunistischen Partei und ab 1932 lebte er in Engels, wo er in der Regierungsverwaltung der Wolgadeutschen Republik eine untergeordnete Dienststelle bekleidete.
Wie fast alle Russlanddeutschen wurde er 1941 deportiert. Schössler wurde in die Region Krasnojarsk verbannt und von dort 1942 zur Zwangsarbeit in der Trudarmee ausgehoben. 1945 wurde er verhaftet und nach Artikel 58 des Strafgesetzbuches der RSFSR wegen „antisowjetischer Propaganda“ zu zwölf Jahren Gefängnis verurteilt. Nach zehn Jahren schwerster Zwangsarbeit unter menschenunwürdigen Bedingungen im Arbeitslager Workuta wurde er 1955 begnadigt. Er hatte ein Bein verloren und war schwerbehindert.
Danach begann er mit zahlreichen Briefen, Petitionen, Eingaben und Aufrufen an die Staats- und Parteiorgane, an die zentralen Presseorgane und an Persönlichkeiten des öffentlichen Lebens der UdSSR, die Gleichberechtigung der Wolgadeutschen mit anderen sowjetischen Völkern einzufordern. Dabei stand er in engem Kontakt zu anderen Menschenrechtsaktivisten, die, obwohl viele davon ebenso frühe Parteimitglieder waren, dadurch ebenso Konflikte mit der Staats- und Parteiführung hatten.
Er gehörte der für den Juli 1964 geplanten und dann wegen des Sturzes Chruschtschows auf den Januar 1965 verschobenen ersten Delegation der Wolgadeutschen in Moskau an. Schössler war mit Johannes Warkentin maßgeblich daran beteiligt, aufgrund der Unzufriedenheit mit den Ergebnissen, sich zur Entsendung einer weiteren Delegation zu einigen. Die Partei- und Staatsführung hatte sich auf Ausflüchte durch rangniedrige Beamte zurückgezogen. Die zweite Delegation wurde nach vierwöchiger Wartezeit in Moskau, während der einige Mitglieder schon aus finanziellen Gründen zurückreisen mussten, im Juli 1965 von Anastas Mikojan empfangen. Schössler machte diesen darauf aufmerksam, dass auch fünfzehn Jahre nach der Vertreibung der Deutschen aus dem Wolgagebiet dieses immer noch in weiten Teilen nicht neu besiedelt sei. Somit wäre eine Rückkehr möglich. Sämtliche Teilnehmer idealisierten dabei das ehemalige Leben in der Wolgarepublik. Der Politprofi Mikojan verstand es in seiner Zusammenfassung des Treffens den Teilnehmern mit freundlichen Worten zu erklären, dass ihr Anliegen für den Staat keine Priorität habe.
Friedrich Schössler sehnte sich im fernen Sibirien weiter nach seiner Heimat an der Wolga und verfasste weiter Eingaben und Petitionen. Er plante sogar eine dritte Delegation anlässlich des XXIII. Parteitags der KPdSU im März 1966. In der Folge wurde er aus der Partei ausgeschlossen. Er reiste allein nach Moskau und schickte Protestbriefe gegen die Verhaftung von Andrei Donatowitsch Sinjawski und Juli Markowitsch Daniel an die Behörden. Dadurch erhielten die Wolgadeutschen erstmals Kontakt zu anderen Dissidenten in der Sowjetunion. Ebenso versuchte er Unterstützung von Deutschen aus den damals beiden deutschen Staaten zu bekommen und schickte Kontaktanfragen. Seine obszöne Ausdrucksweise veranlasste den Geheimdienst, der ihn engmaschig überwachte, viele seiner Ausdrücke mit Auslassungspunkten zu kaschieren. Auch öffentlich äußerte er sich so, dass es Zeit für die Wolgadeutschen wäre, eigenmächtig zurückzukehren. Schössler selbst versteckte sein Archiv und wartete eigentlich nur noch auf seine Verhaftung. Die Behörden waren sich unsicher, wie sie mit dem zornigen eigenwilligen alten Mann auf Krücken umgehen sollten. Er wurde zur Staatsanwaltschaft nach Abakan einbestellt, die ihn aufforderte seine „gemeingefährlichen Tätigkeiten“ einzustellen. Er versprach es – und machte trotzdem weiter. Langsam wurde es aber stiller um ihn.
Friedrich Schössler war verheiratet. Er starb 1980 in einem Invalidenheim in Abakan und wurde auf dem dortigen Friedhof beerdigt.